# ميشال أكوشاغ
ميشال أكوشاغ (بالفرنسية: Michel Ecochard؛ 11 مارس 1905 - 24 مايو 1985) كان مهندسا معماريا ومخططا مدنيا فرنسيا. لعب دورا مهما في إعادة التطوير الفرنسية لمدينة دمشق خلال احتلالها للشام.

## تعليم
تخرج من مدرسة الفنون الجميلة في باريس عام 1929. وبفضل ما تعلمه هناك، مال إلى الأفكار الحداثية في البناء المتصنع. كان كذلك مهتم بالعمارة العامية المتوسطية، التي كان أوغست بيريه يُشهرها في باريس آنذاك.

## مهنة
بدأ أكوشاغ حياته المهنية في سن مبكر نسبيا. فبدأ عمله في الأشغال العامة في دمشق، التي كانت آنذاك تحت الحكم الاستعماري الفرنسي، وذلك عام 1930 وهو في العشرينات من عمره. كان عضوا في الفريق الفرنسي لإعادة البناء الذي رمم معبد بل في تدمر والمسجد العمري وقصر العظم وهذا الأخير صار ملكا للفرنسيين.